# Benatidi
Benatidi est un village du Cameroun situé dans la région du Nord-Ouest, le département du Menchum, l'arrondissement de Menchum Valley et la commune de Benakuma, à proximité de la frontière avec le Nigeria.

## Localisation
Benatidi est localisé à 6° 28' 07 N et 9° 46' 56 E à environ 73 km de distance de Bamenda, le chef lieu de la Région du Nord-Ouest et à 347 km de Yaoundé la capitale du Cameroun.

## Population
Lors du recensement de 2005, on y a dénombré 1 920 personnes dont 980 hommes et 940 femmes.

## Éducation
Il y a une école publique G.D. Benatidi.

## Société
En 2011, Benatidi a subi des destructions consécutives aux conflits inter-ethniques qui sévissent dans la commune de Benakuma.